# チェトリ

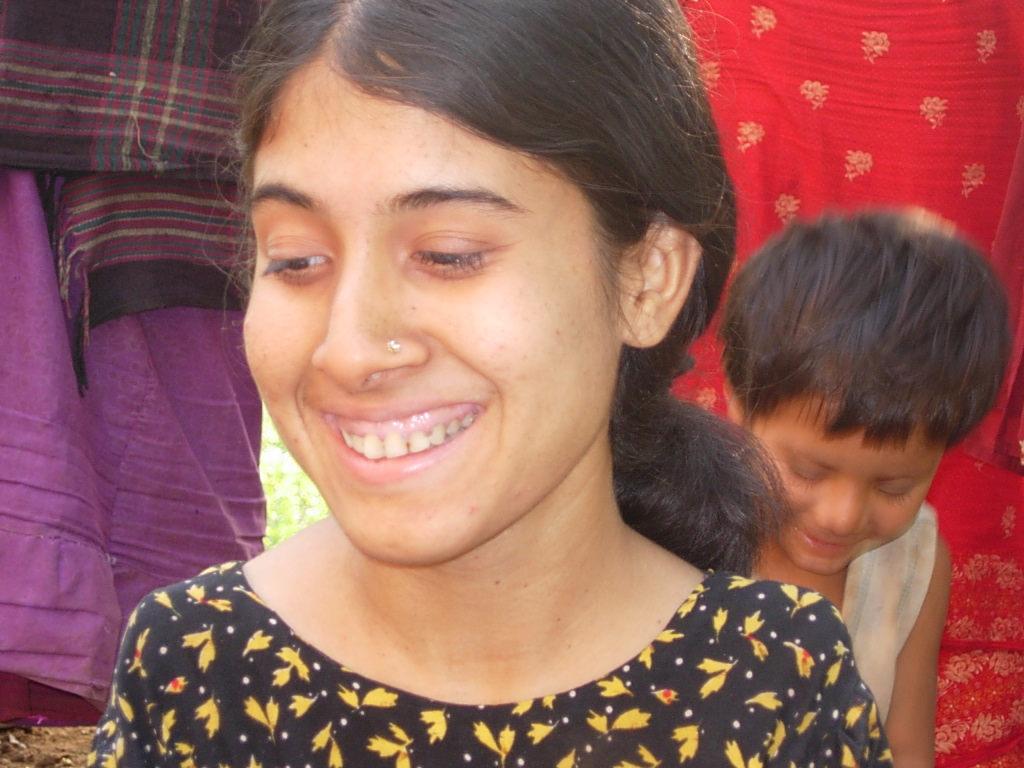
チェトリ

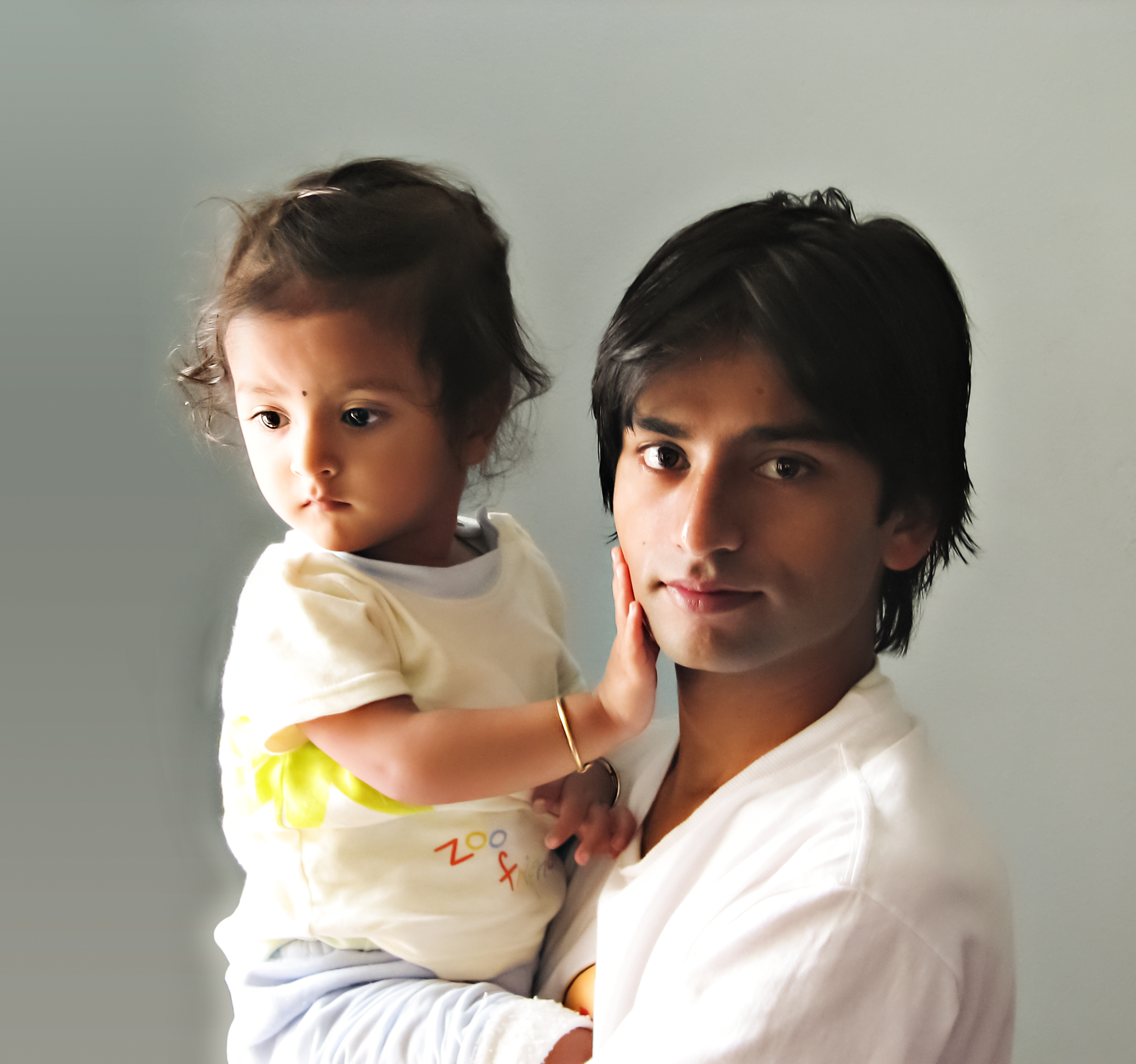

チェトリ (Kshetri/Chhetri）(ネパール語: क्षेत्री) は、ネパールのカースト集団。

## 概要

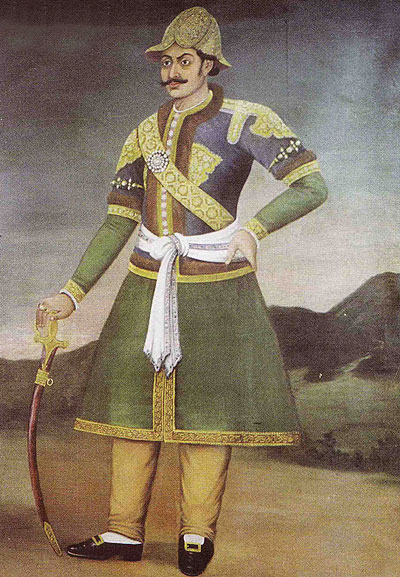
Bhimsen Thapa, a Chhetri Prime Minister and ruler of Nepal (1806-1837)

民族的にはネパール語を母語とするパルバテ・ヒンドゥーに属し、人口の15.5%(2001年国勢調査)を占める。大部分はヒンドゥー教徒で、東部インド・アーリア語派に属する。「チェトリ」という語は、サンスクリットの「クシャトリヤ」の転訛であり、世襲的な戦士と支配者にあたる。旧ネパール王国（ゴルカ朝）の王家はこのカーストに属する。
近代の人類学者たちはチェトリの大部分がカス族（Khas）の出身と見ている。そして、その一部はカス族の男性と先住民の女性の婚姻の子孫ではないかと見ている（ドール･バハドゥル･ビシュタ教授）。スーリヤ・マニ・アディカリ教授は現在のチェトリは山岳民族だったインド･イラン系アーリア人の「カザス」または「カス」の子孫と見ている。